# إيغور أكينفيف

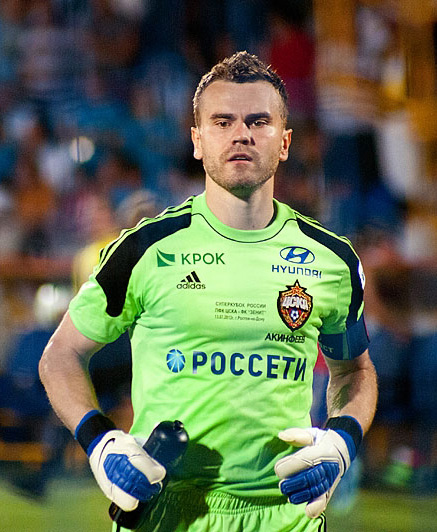
أكينفيف مع نادي سسكا موسكو

إيغور فلاديميروفيتش أكينفيف (بالروسية: Игорь Владимирович Акинфеев)، من مواليد 8 أبريل 1986 في فيدنويي في الاتحاد السوفييتي السابق، لاعب كرة قدم روسي دولي وحارس مرمى نادي سسكا موسكو الروسي ومنتخب روسيا لكرة القدم.
يلعب مع نادي سيسكا موسكو منذ عام 2003. وبدأ باللعب مع منتخب روسيا لكرة القدم في عام 2004.

## روابط خارجية
- إيغور أكينفيف على موقع الاتحاد الدولي (مؤرشف)  (الإنجليزية)
- إيغور أكينفيف على موقع الاتحاد الأوربي (الإنجليزية)
- إيغور أكينفيف على موقع قاعدة بيانات كرة القدم.إي يو (الإنجليزية)
- إيغور أكينفيف على موقع بيانات كرة القدم. دي إي (الألمانية)
- إيغور أكينفيف على موقع ليكيب (الفرنسية)
- إيغور أكينفيف على موقع ناشيونال فوتبول تيمز (الإنجليزية)
- إيغور أكينفيف على موقع Soccerway.com (الإنجليزية)
- إيغور أكينفيف على موقع عالم كرة القدم.نت (الإنجليزية)
- إيغور أكينفيف على موقع AS.com (الإسبانية)